# Martin Waldseemüller
Martin Waldseemüller (Wolfenweiler, Baden c. 1475 – Saint Dié, Lorena, 1520) foi um humanista e cartógrafo alemão, cujo planisfério foi, em 1507, o primeiro a mostrar e nomear o continente americano.

## Biografia
Pouco se sabe acerca de sua biografia:  matriculou-se na  Universidade de Freiburg em 7 de dezembro de 1490 e, embora não haja registros do que estudou, acredita-se tenha sido teologia, uma vez que, em 1514, quando clérigo na diocese de Constança, tentou ser cônego em St-Dié, o que conseguiu. Também fica claro, dos importantes mapas que realizou, que deve ter-se devotado a estudos geográficos e cartográficos.

## Obra-prima

### O "Cosmographiae introductio"
Em 1507 trouxe à luz o primeiro mapa em que figura o nome "América", para designar o até então denominado "Novo Mundo", de que existe um exemplar na Biblioteca do Congresso dos Estados Unidos da América. O texto que acompanha o mapa, e o globo terrestre, é o célebre "Cosmographiae introductio", que explica, entre outras coisas, a razão de ter dado o nome de América, tendo como apêndice uma tradução latina das quatro jornadas do navegador florentino Américo Vespúcio. O título completo do trabalho é: "Cosmographiae introductio cum quibusdam geometriae ac astronomiae principiis ad eam rem necessariis. Insuper quatuor Americi Vespucii navigationes. Universalis Cosmographiae descriptio tam in solido quam plano, eis etiam insertis, quae Ptholomaeo ignota a nuperis reperta sunt".

### O "Universalis cosmographia"

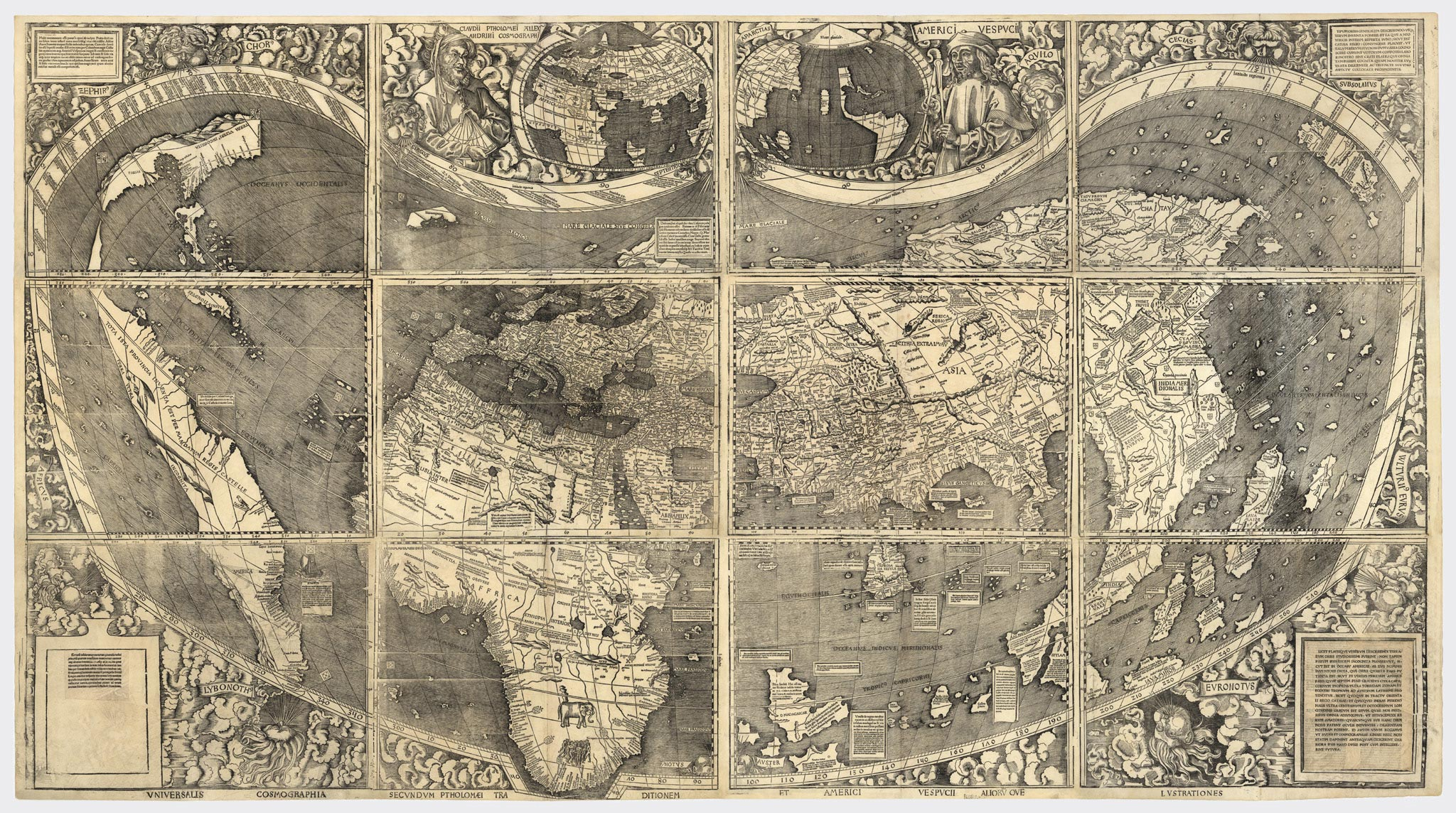
Mapa Universalis Cosmographia (1507), Martin Waldseemüller)

Ainda em 1507 publicou o mapa-mundi intitulado "Universalis cosmographia secundum Ptholomaei traditionem et Americi Vespucii aliorumque lustrationes"", do qual apenas mil cópias foram feitas. Acredita-se que actualmente exista apenas um único exemplar, encontrado na biblioteca do Príncipe de Waldburg-Wolfegg-Waldsee no castelo de Wolfegg em Württemberg, que se deve a que o cartógrafo Johannes Schöner mandou encadernar as folhas, separadas, num só volume com capa. O mapa consiste de 12 seções, gravadas sobre madeira. Dispõe-se em três zonas, cada uma das quais contém quatro seções. A superfície total do mapa, em polegadas, são 36 pés quadrados. Representa a forma da terra numa projeção Ptolemaica modificada com meridianos curvos. Produziu na cartografia enorme, duradouro impacto,  sendo de um tipo completamente novo e representando a terra com uma grandeza em escala jamais tentada. Depois de seu grande mapa de 1507, Waldseemüller e seu amigo Matthias Ringmann (Philesius) se devotaram a completar a edição em latim da geografia de Ptolomeu. Ringmann corrigia os textos das edições de Ptolomeu publicadas em Roma e Ulm, usando o texto de um manuscrito grego descoberto na Itália e hoje conhecido como Cod. Vatic. Graec. 191. Waldseemüller, por sua vez, reviu todos os mapas que acompanhavam a edição e os  complementou com a adição de 21 novos mapas modernos, que a enciclopédia Facsimile Atlas de Nordenskiold considera o primeiro atlas moderno do mundo. Em tais trabalhos cartográficos,  Waldseemüller deve ter sido ajudado pelo secretário do duque René da Lorena, o cônego Vautrin Lud, o qual fornecia os materiais necessários para os mapas e pagava as despesas da impressão.

### Mapa descoberta
Em junho de 2012 bibliotecários em Munique encontraram uma copia da mapa mundial do século XVI feito pelo cartógrafo Martin Waldseemüller que primeiro nomeou o continente americano. O documento esteve escondido entre livros de geometria desde a Segunda Guerra Mundial. O mapa mundial com cerca de 500 anos estava esquecido numa caixa, na biblioteca da Universidade de Munique.

### A "Carta iteneraria Europae"
Em 1511 Waldseemüller terá tentado obter o interesse do filho e sucessor do duque René, o Duque Antônio, em seus trabalhos, pois lhe dedicou o primeiro mapa de parede impresso da Europa Central, a "Carta iteneraria Europae" da qual parece existir também apenas uma cópia, encontrada pelo professor Dr. von Wieser.
Não parece ter obtido sucesso, pois a publicação da edição de Ptolomeu não foi paga por Lud mas sim por Oessler e Uebelin, cidadãos de Estrasburgo. O nome de Waldseemüller não é mencionado nessa famosa edição de Ptolomeu de 1513, embora pareça ter tomado parte na produção do trabalho como impressor. É assim que ele se refere a si mesmo numa carta deste ano de Estrasburgo: clerc du diocese de Constance, imprimeur, demeurant a Strassburg ou seja, clérigo da Diocese de Constance, impressor, residindo em Estrasburgo.

### Outros trabalhos
Depois da edição de Ptolomeu em Estrasburgo, e depois de obter o canonicato em St-Dié, apresentado pelo Duque Antônio, Waldseemüller continuou seus trabalhos cartográficos na pequena cidade nas montanhas dos Vosges. Além do mapa do mundo em Margarita Philosophica nova (Estrasburgo, 1515), editado por Gregor Reisch, outro resultado de suas pesquisas exaustivas é a Carta marina navigatoria de 1516, que compete em tamanho e em valor com o grande mapa do mundo de 1507, sendo-lhe superior em ornamentação artística. Foi tão bem recebida que o famoso impressor de Estrasburgo, Hans Grüninger, pediu a Waldseemüller que preparasse as inscrições em alemão para o mapa e que lhe fornecesse um texto em alemão, ilustrado, para tonar o mapa acessível ao maior número de pessoas. Waldseemüller começou imediatamente o trabalho, mas foi interrompido pela morte em 1522. Seus trabalhos foram terminados pelo médico Laurentius Fries, cujo trabalho, desafortunadamente, não era tão bom. Os mapas e as explicações de Waldseemüller figuram nas edições de Ptolomeu nos anos de 1525, 1535, e 1541, enquanto emendas eram feitas ao texto de Ptolomeu. Waldseemüller é considerado um dos mais notáveis cartógrafos de sua era, tendo seus trabalhos marcado o desenvolvimento da cartografia.